# George Henry Durrie
George Henry Durrie, né le 6 juin 1820 à Hartford dans l'état du Connecticut et mort le 15 octobre 1863 à New Haven dans le même état aux États-Unis, est un peintre américain, connu pour ses paysages et ses portraits. Il est notamment célèbre pour ses représentations hivernales et enneigés des villes de la région du Connecticut et du New Jersey et pour ses scènes champêtres de la vie rurale de l'époque, dont une partie fut commercialisée par la société de gravure Currier and Ives sous forme de lithographie dans les années 1860.

## Biographie
George Henry Durrie naît à Hartford dans l'état du Connecticut en 1820. En compagnie de son frère aîné, John Durrie, Jr. (1818-1898), il commence dès son adolescence à peindre des portraits. En 1839, il reçoit une formation artistique auprès du peintre Nathaniel Jocelyn (en). En 1841, il épouse Sarah Perkins et le couple s'installe l'année suivante à New Haven. En 1845, il expose pour la première fois à l'académie américaine des beaux-arts. En 1857, il installe un studio à New York, qu'il quitte au bout d'une année pour revenir à New Haven.
Au cours de sa carrière, il effectue plusieurs voyages d'études dans les états du Connecticut, du New Jersey, de New York et de la Virginie, ou il peint des portraits et des paysages. Il est notamment célèbre pour ces représentations hivernales et enneigés des villes de la région du Connecticut et du New Jersey, pour ces scènes champêtres de la vie rurale de l'époque et pour ces paysages sauvages, peignant notamment les chaînons d'East Rock et de West Rock Ridge qui font partie de l'arrête rocheuse de Metacomet Ridge.
En 1860, la société de gravure Currier and Ives commence à publier ces œuvres sous forme de lithographies. Quatre estampes sont ainsi publiées entre 1860 et 1863, date de la mort prématurée de Durrie à New Haven, suivi de six nouvelles estampes publiées à titre posthume.
Ces œuvres sont notamment visibles ou conservées au Smithsonian American Art Museum, à la National Portrait Gallery, à la National Gallery of Art, au département d'État des États-Unis et à la Maison-Blanche de Washington, au Brooklyn Museum et au Metropolitan Museum of Art de New York, au musée des Beaux-Arts de San Francisco, au musée des Beaux-Arts de Virginie de Richmond, au Shelburne Museum de Shelburne, au musée des Beaux-Arts de Boston, au Lyman Allyn Art Museum (en) de New London, au Florence Griswold Museum d'Old Lyme, au New Britain Museum of American Art de New Britain, au Wadsworth Atheneum d'Hartford, au New Haven Museum and Historical Society (en) et à la Yale University Art Gallery de New Haven, au Mattatuck Museum (en) de Waterbury, à la Monmouth County Historical Association (en) de Freehold, à l'Oakland Museum of California d'Oakland, au Gilcrease Museum (en) de Tulsa, au Currier Museum of Art de Manchester, au Mead Art Museum d'Amherst, au musée d'histoire de Chicago, au Philadelphia Museum of Art de Philadelphie, au Parrish Art Museum de Water Mill, au Berkshire Museum (en) de Pittsfield et au musée Thyssen-Bornemisza de Madrid.

## Œuvres

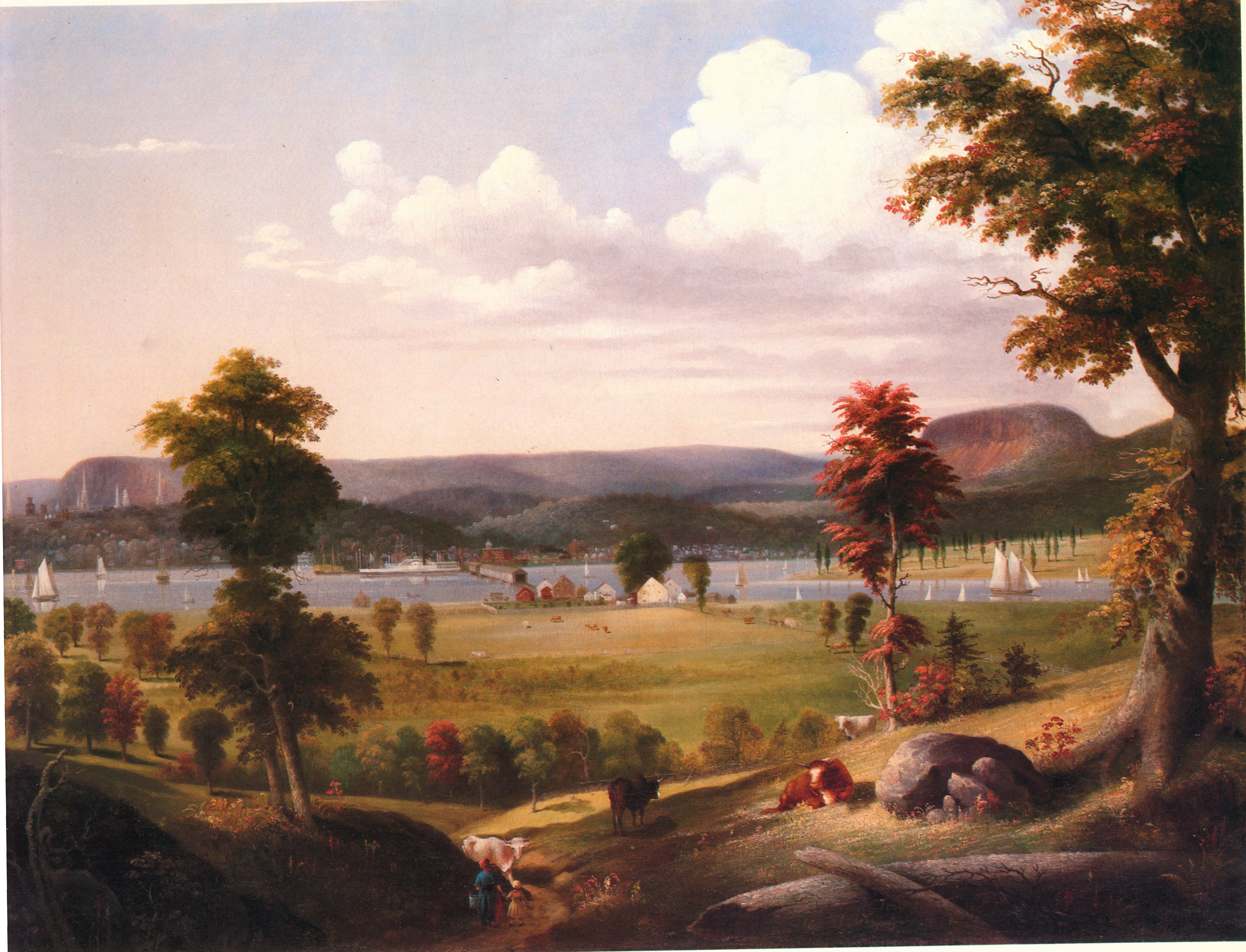
Summer in New Haven, View from East Haven, vers 1849, Brooklyn Museum
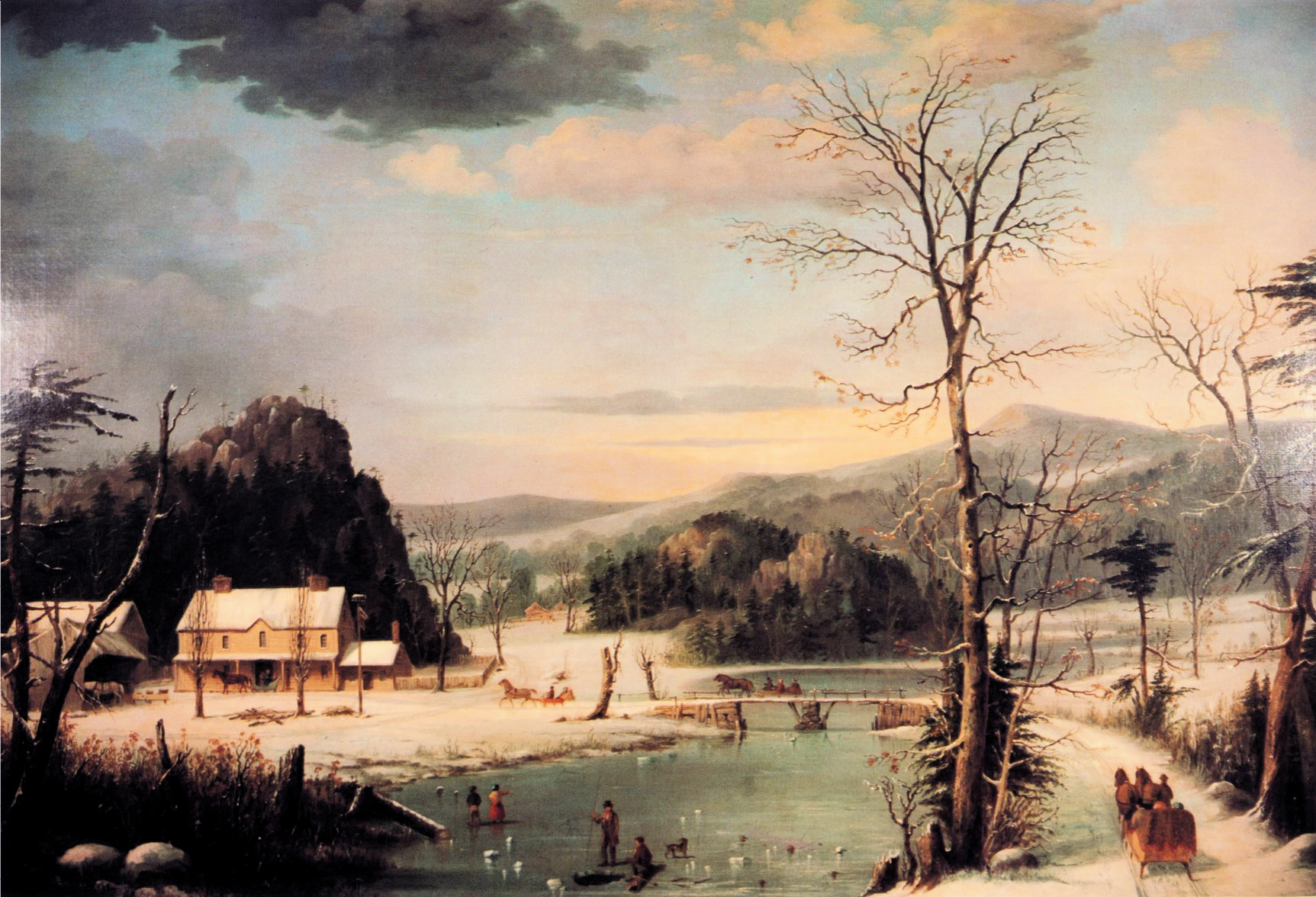
A Christmas Party, 1852, Gilcrease Museum (en)
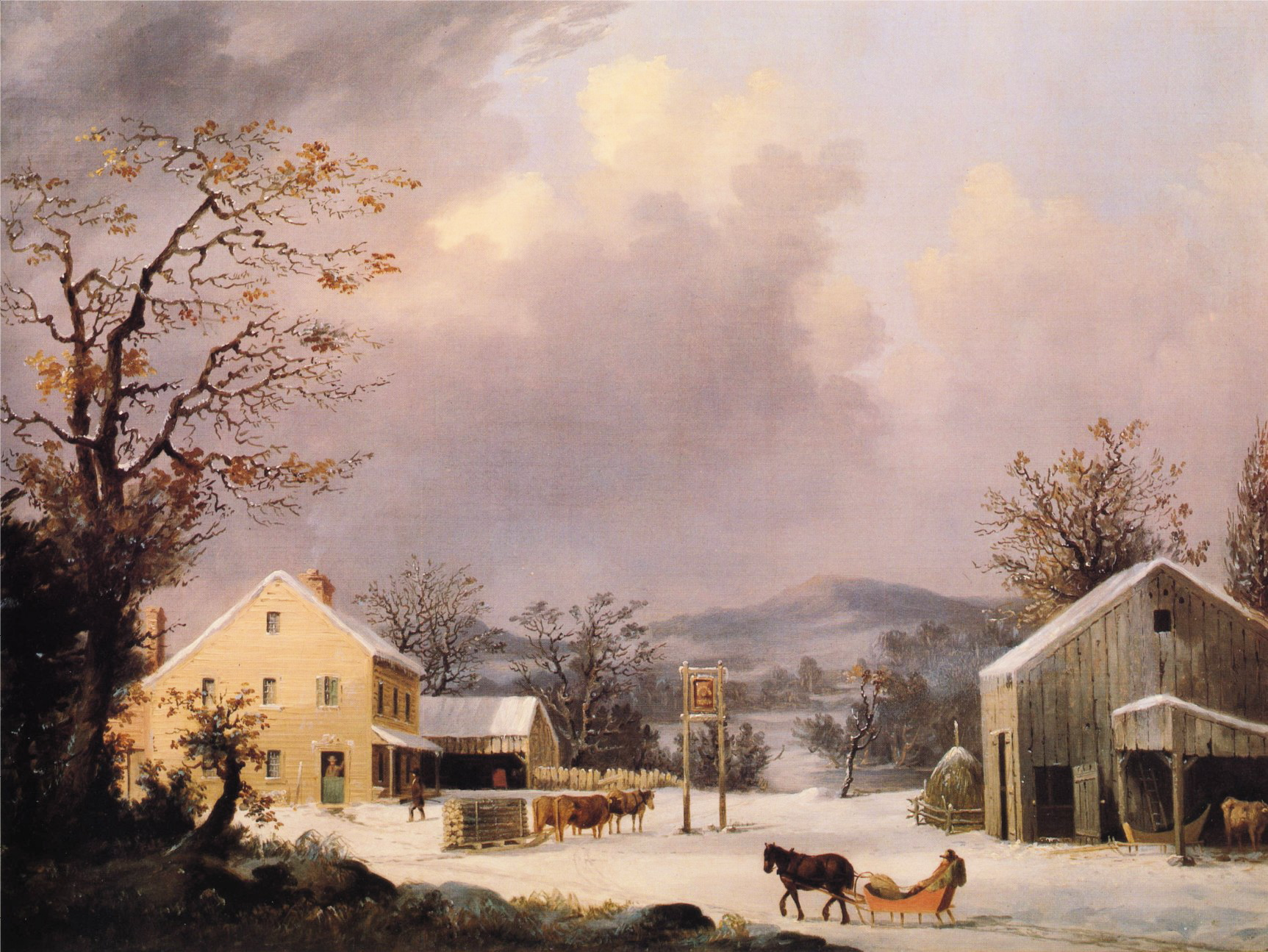
Jones Inn, 1853, Maison-Blanche
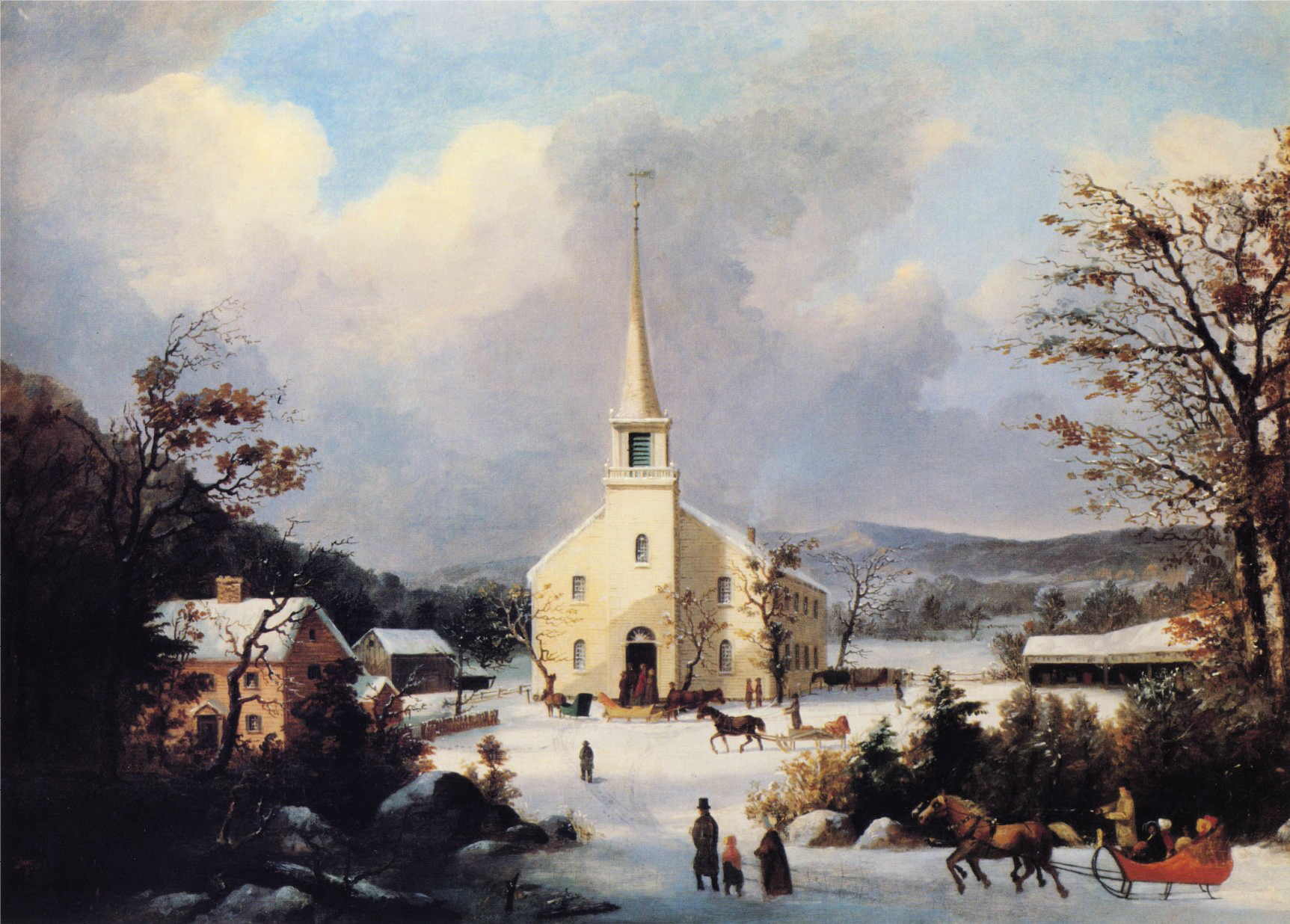
Going to Church, 1853, Maison-Blanche
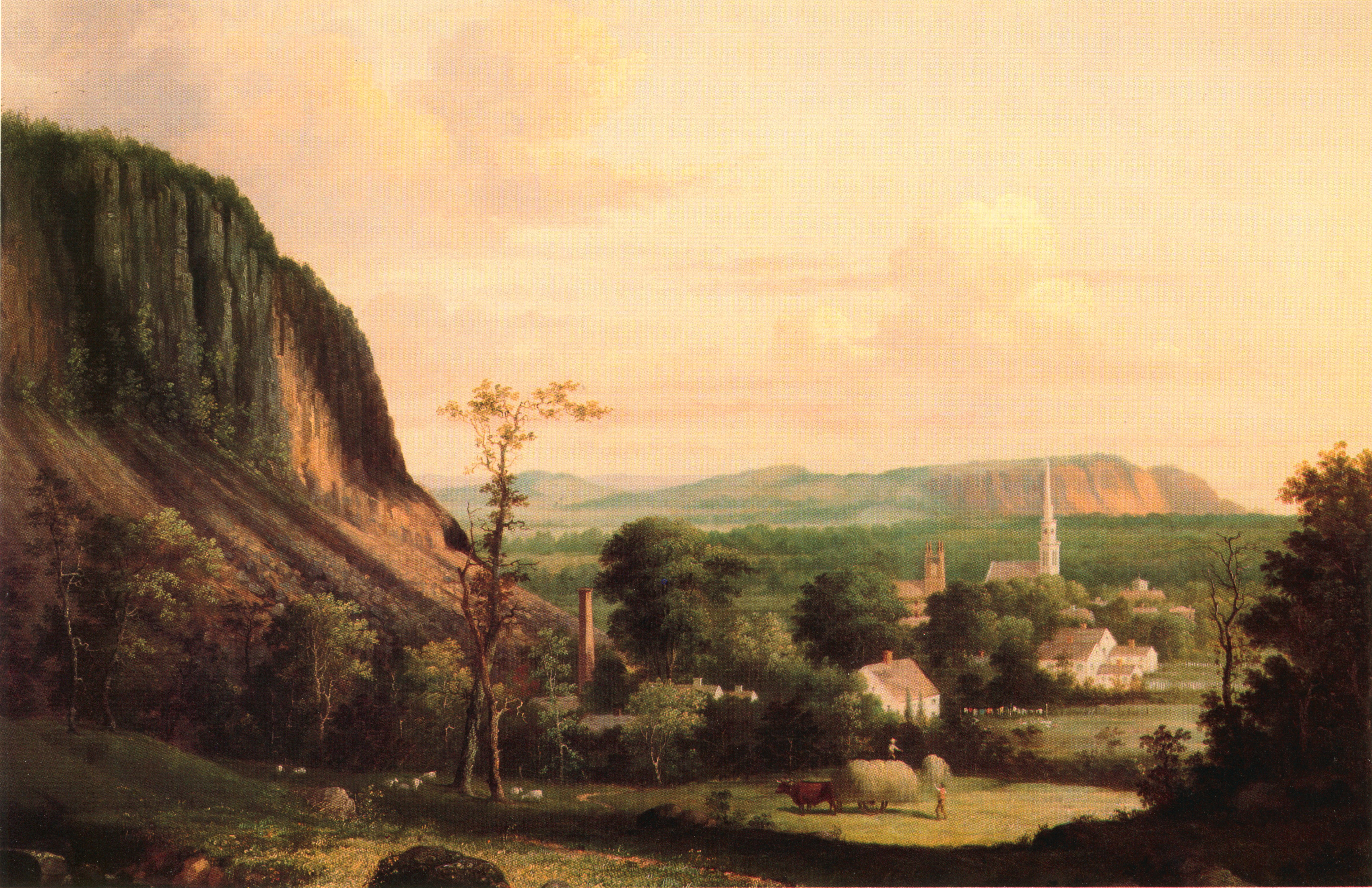
View of Westville, vers 1856
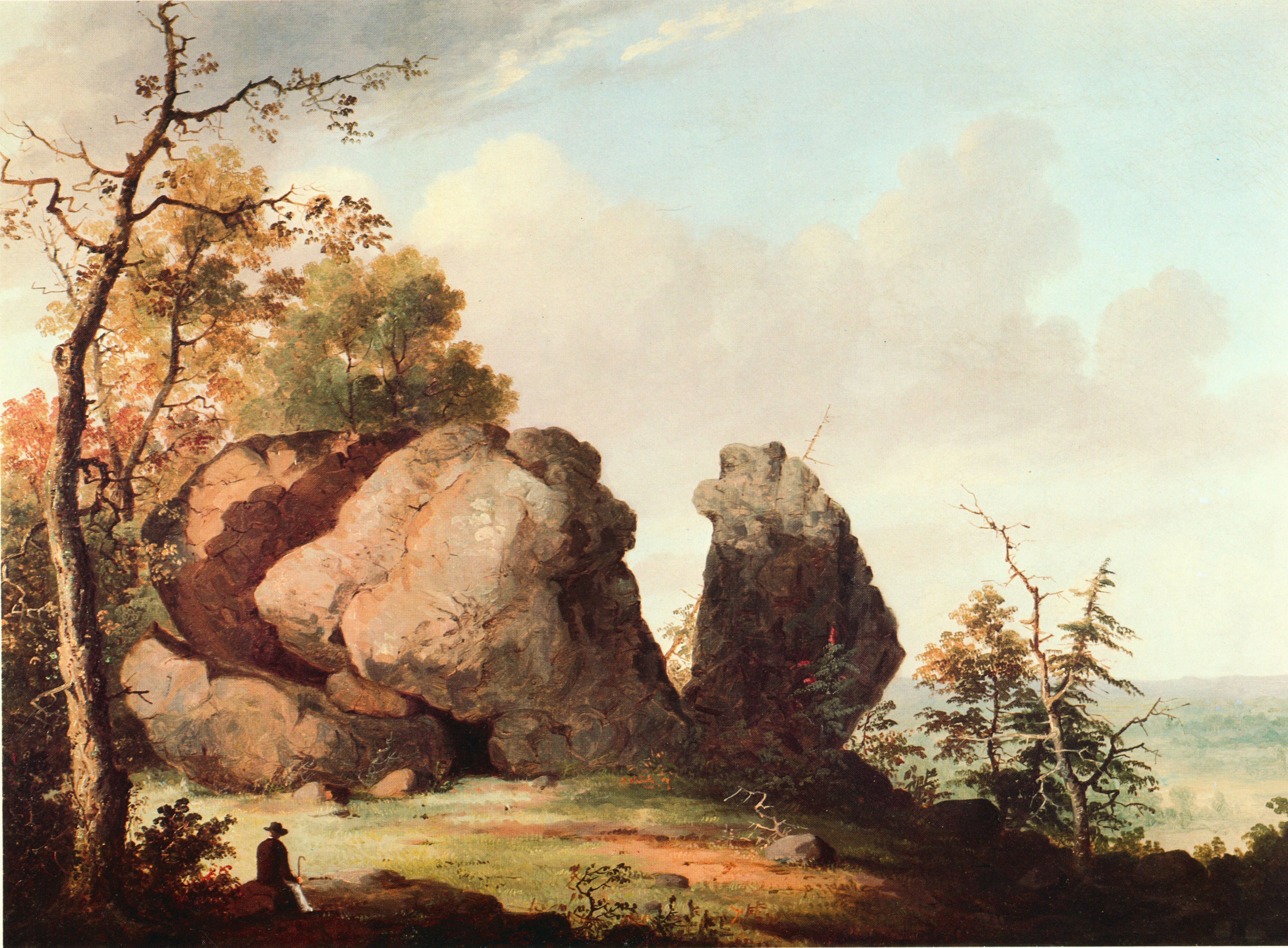
Judge's Cave, West Rock, New Haven, vers 1856, New Haven Museum and Historical Society (en)
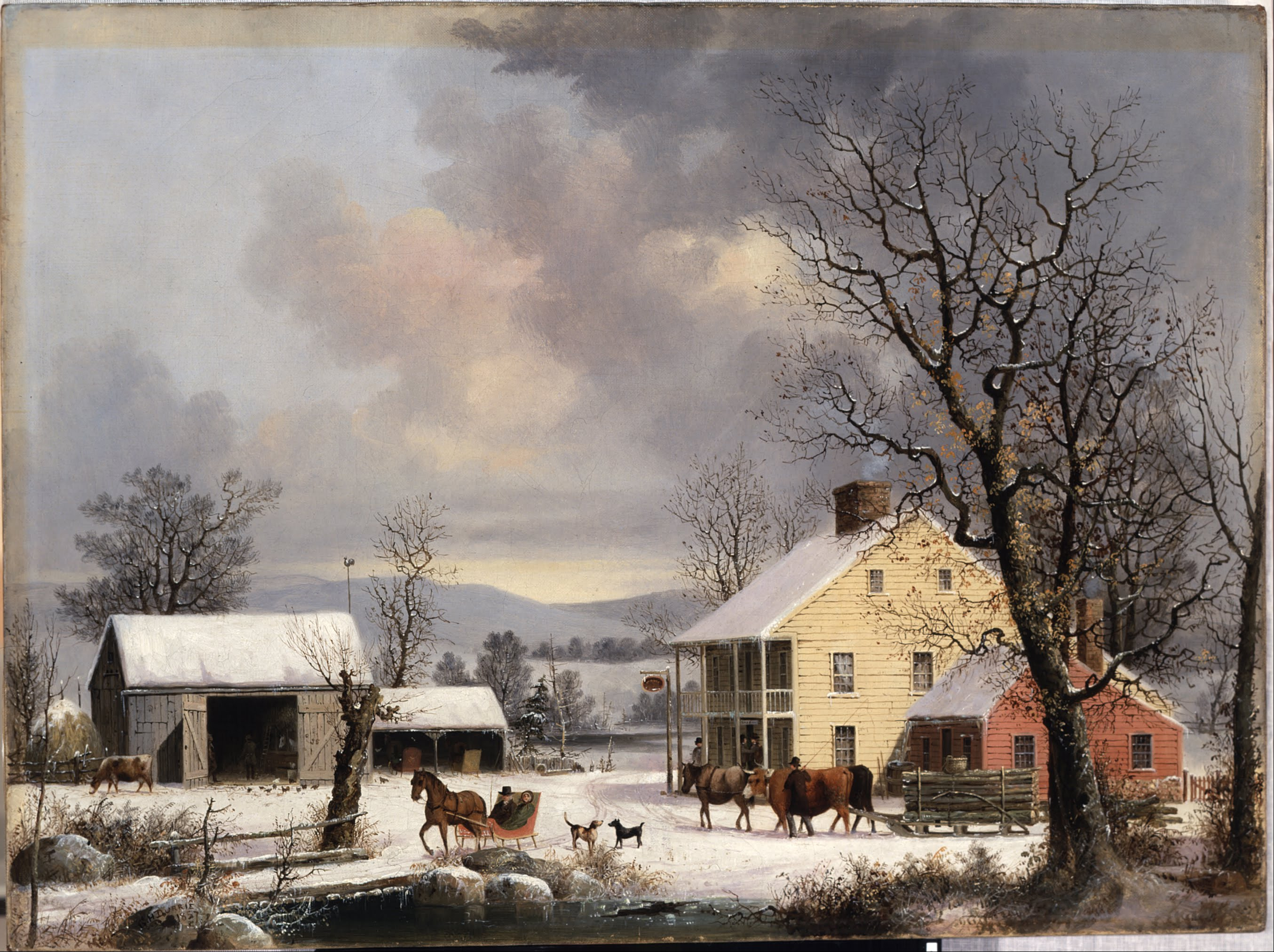
Winter in the Country, 1857, Musée des Beaux-Arts de San Francisco
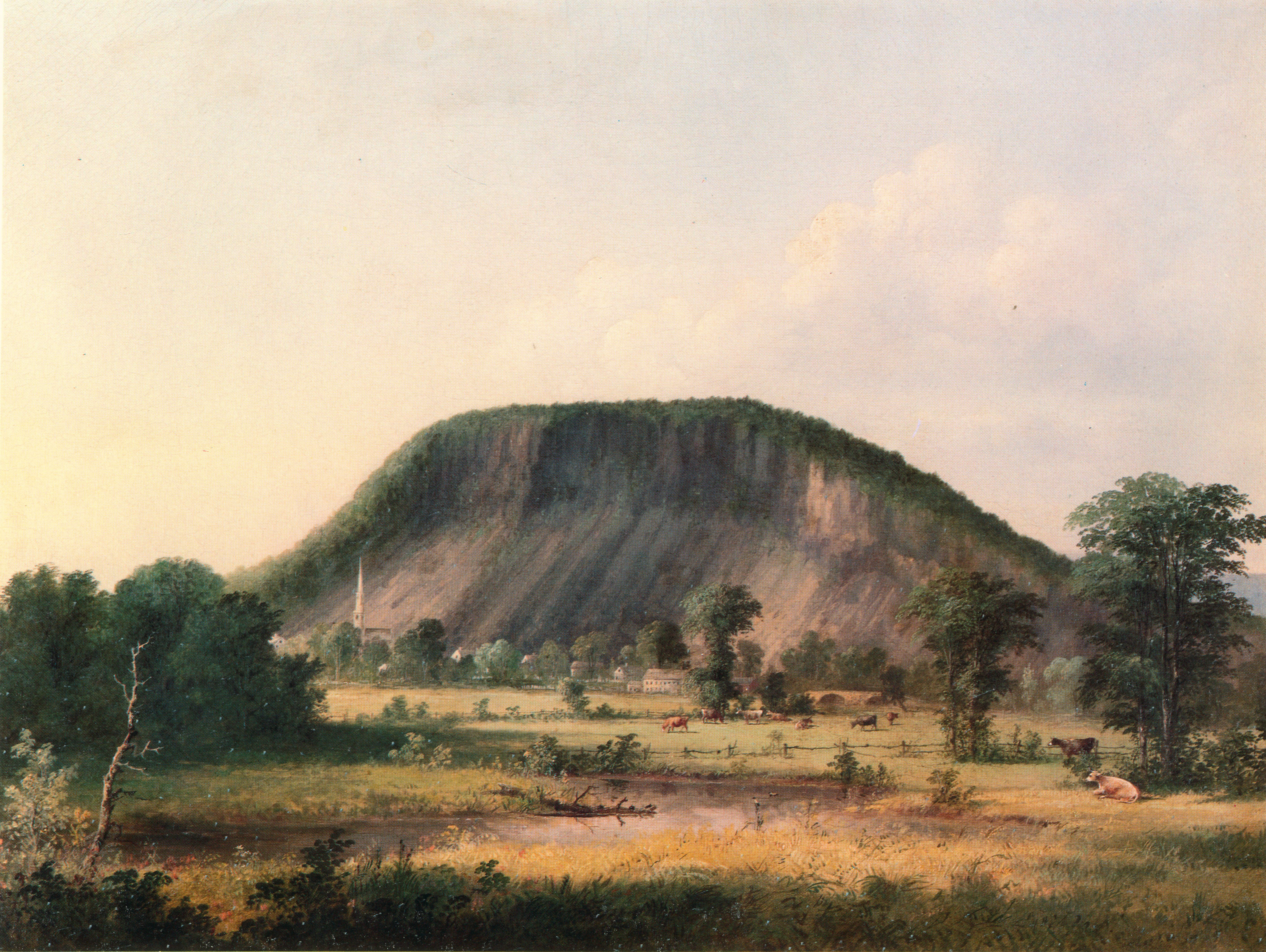
West Rock, New Haven, vers 1857, New Haven Museum and Historical Society (en)
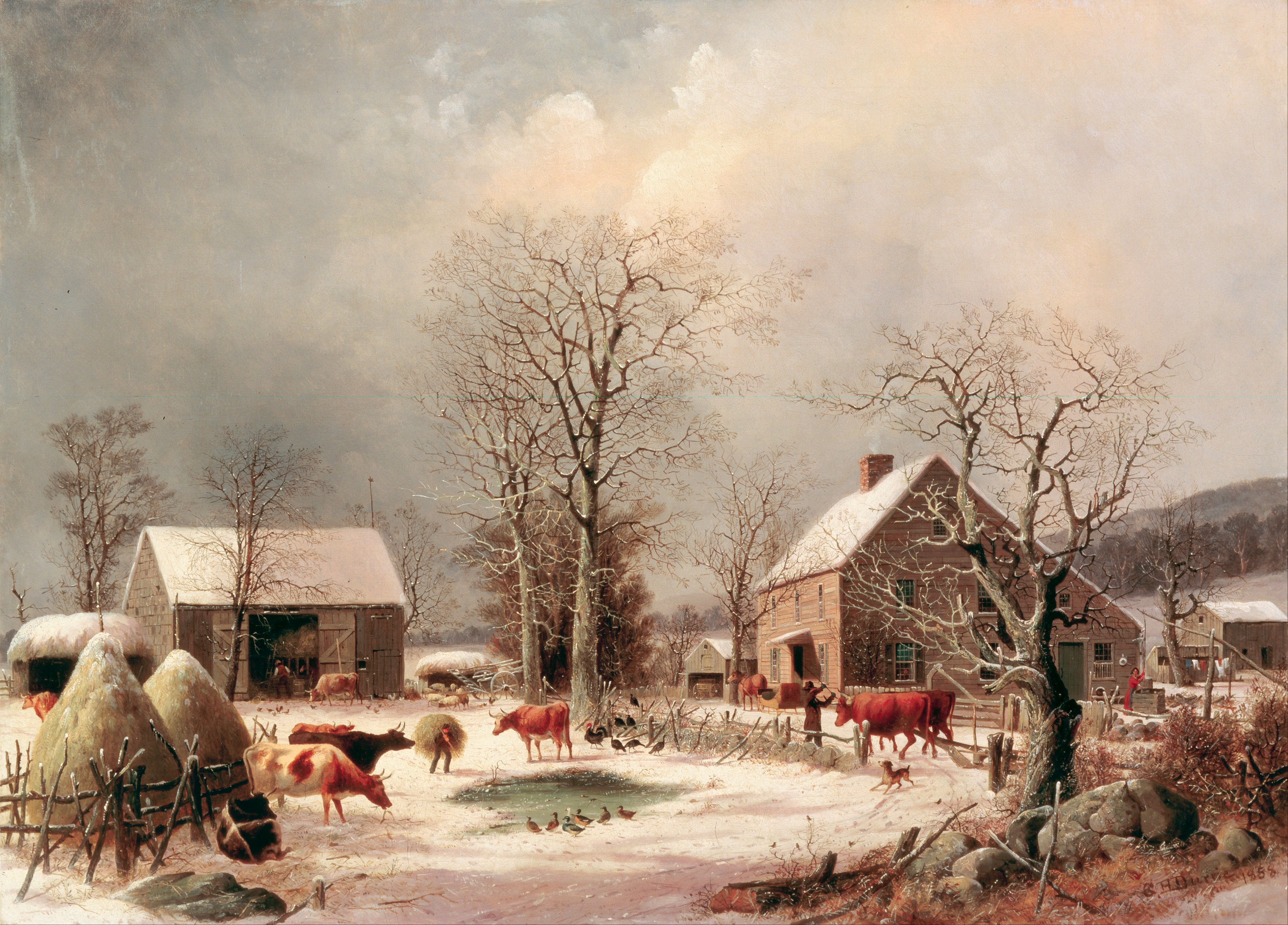
Farmyard in Winter, 1858, Maison-Blanche
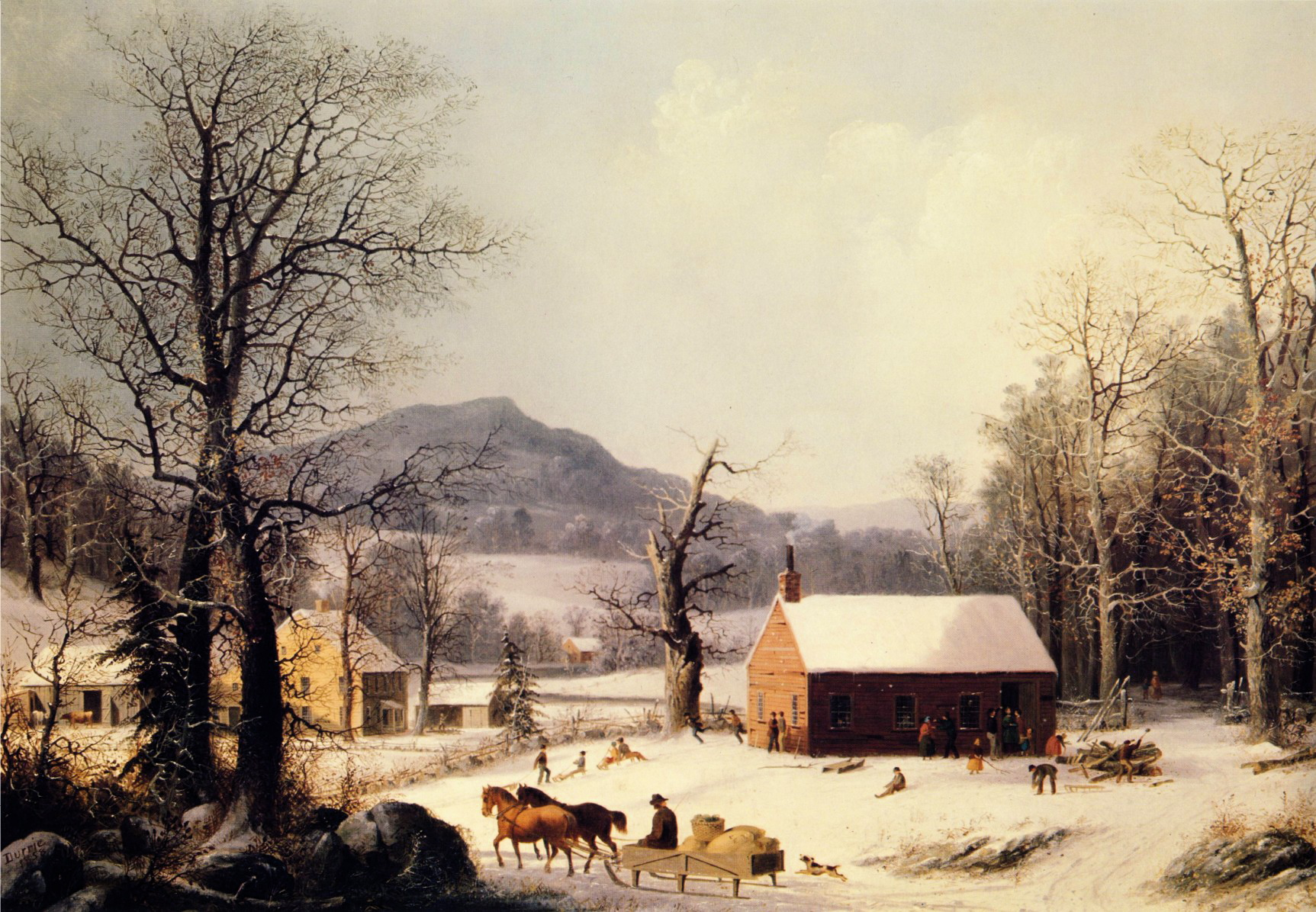
Red School House, 1858, Metropolitan Museum of Art
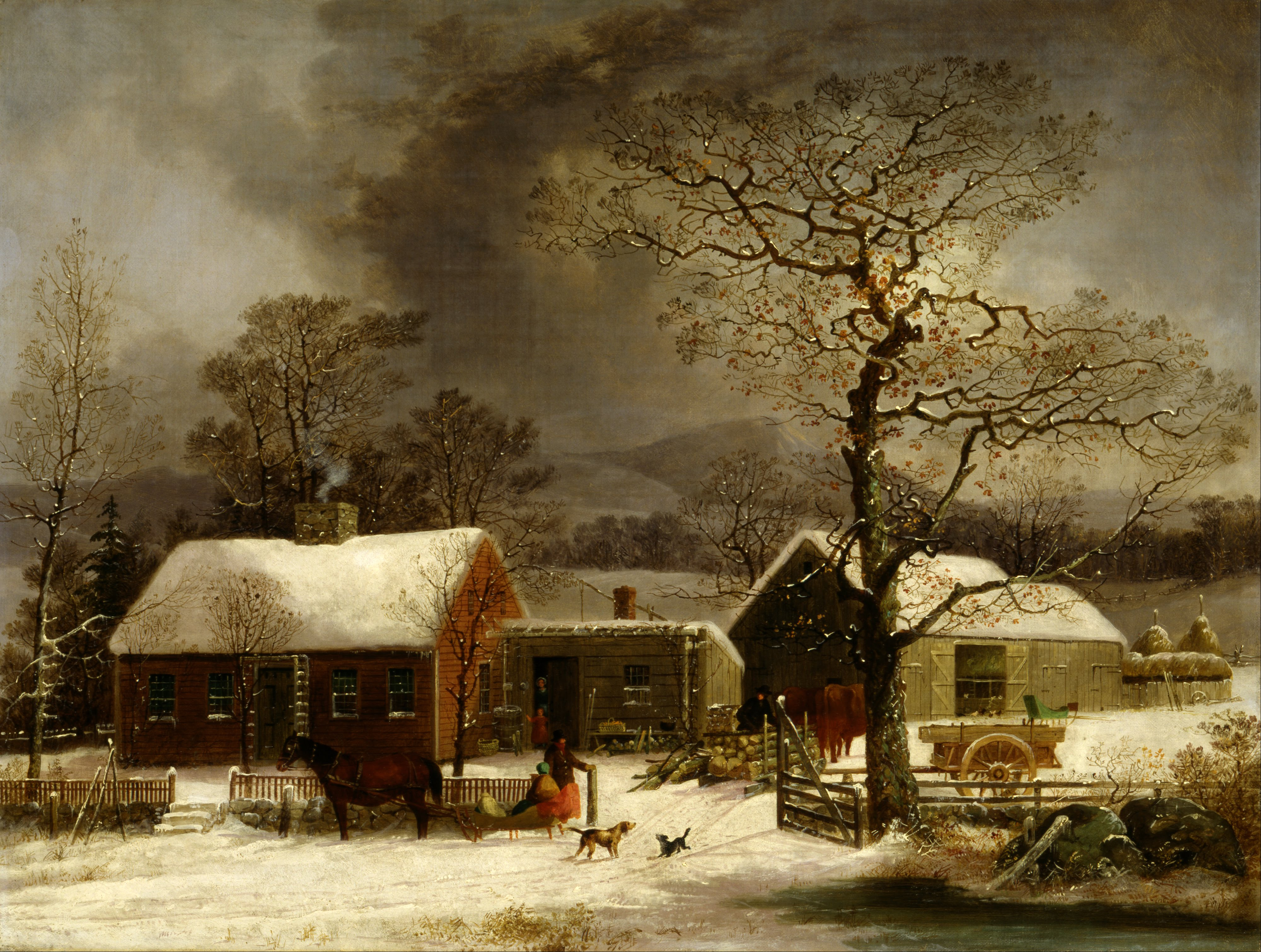
Winter Scene in New Haven, Connecticut, vers 1858, Smithsonian American Art Museum
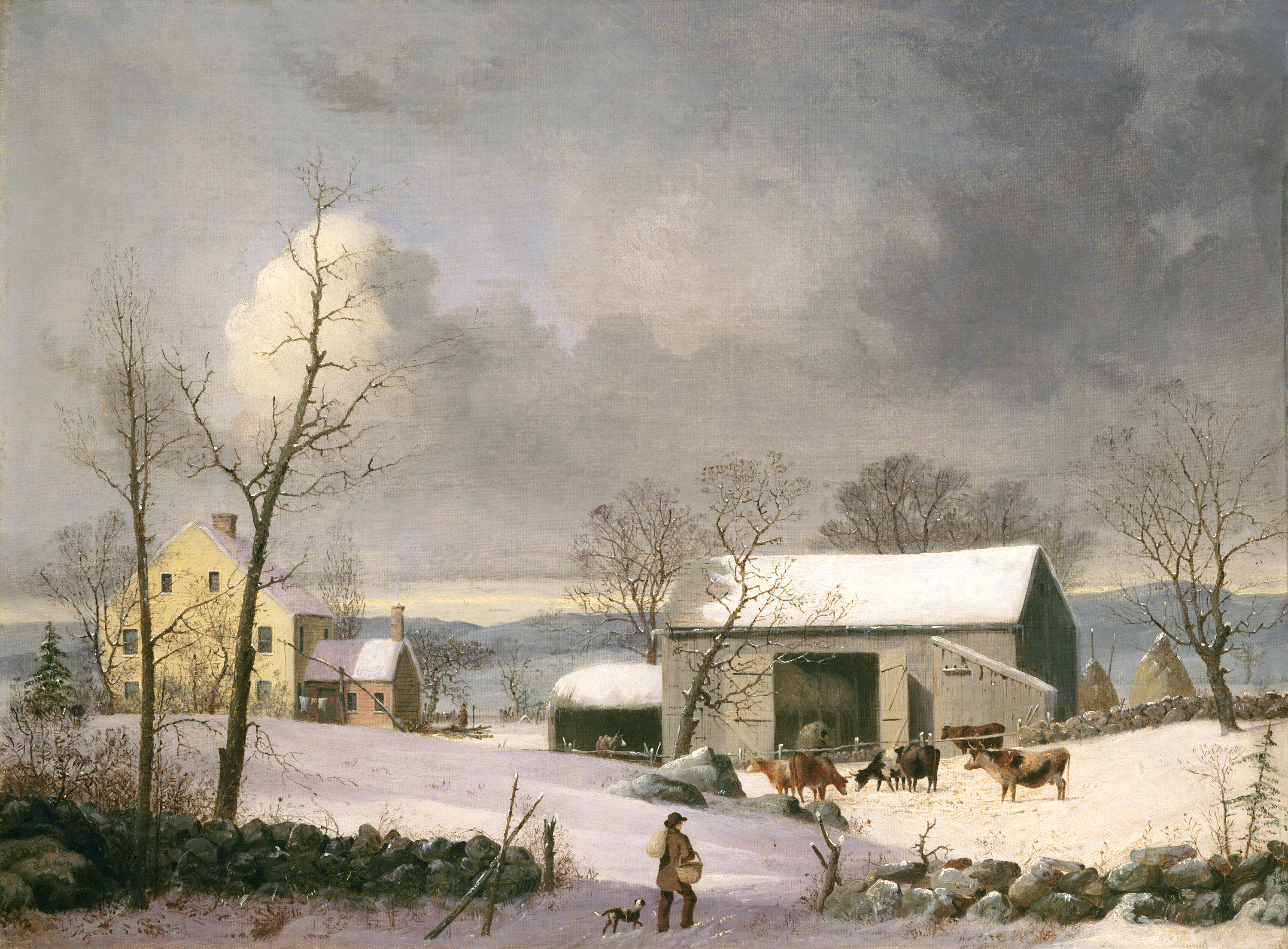
Winter in the Country, vers 1859, National Gallery of Art
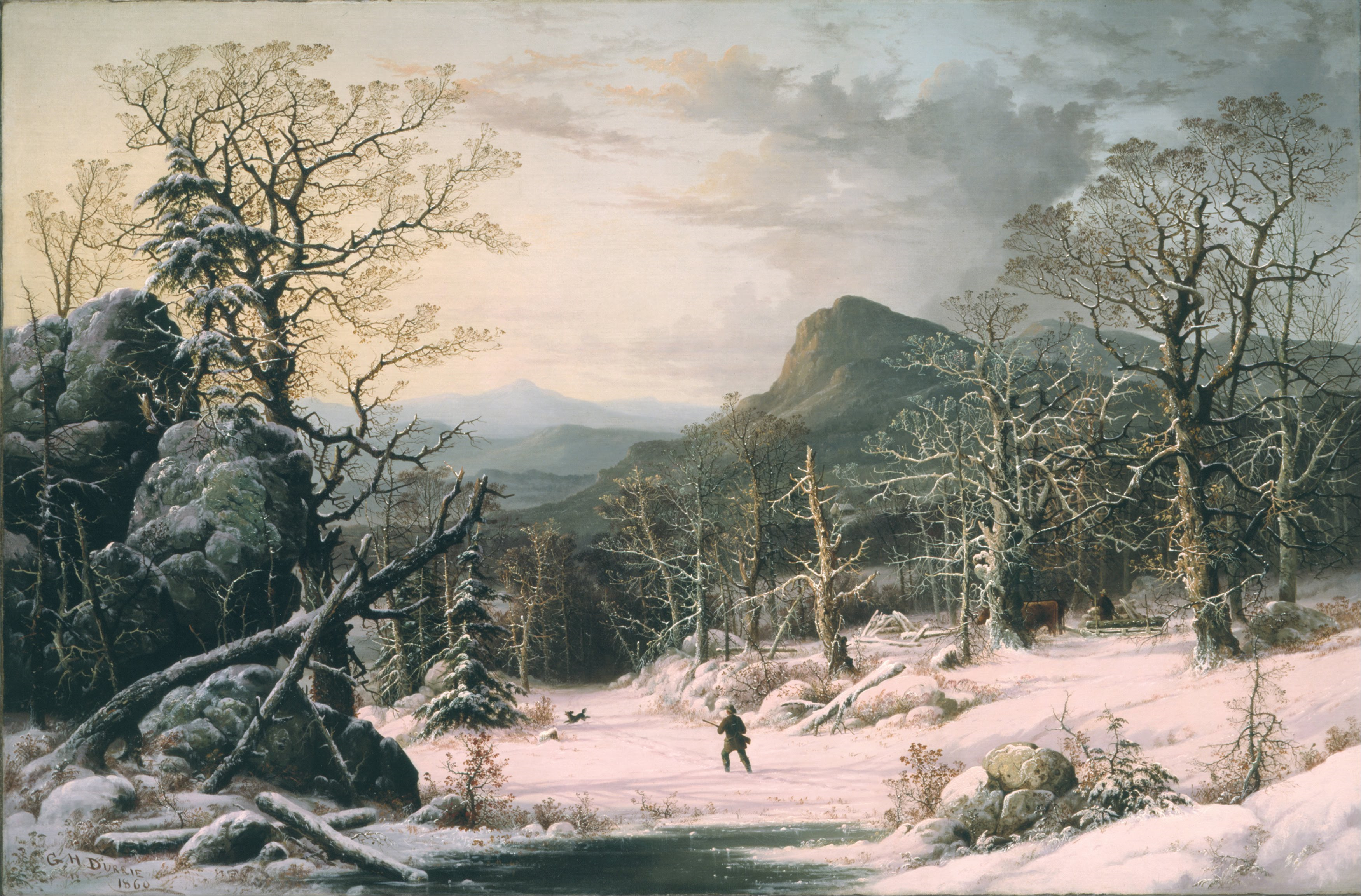
Hunter in Winter Wood, 1860, Berkshire Museum (en)
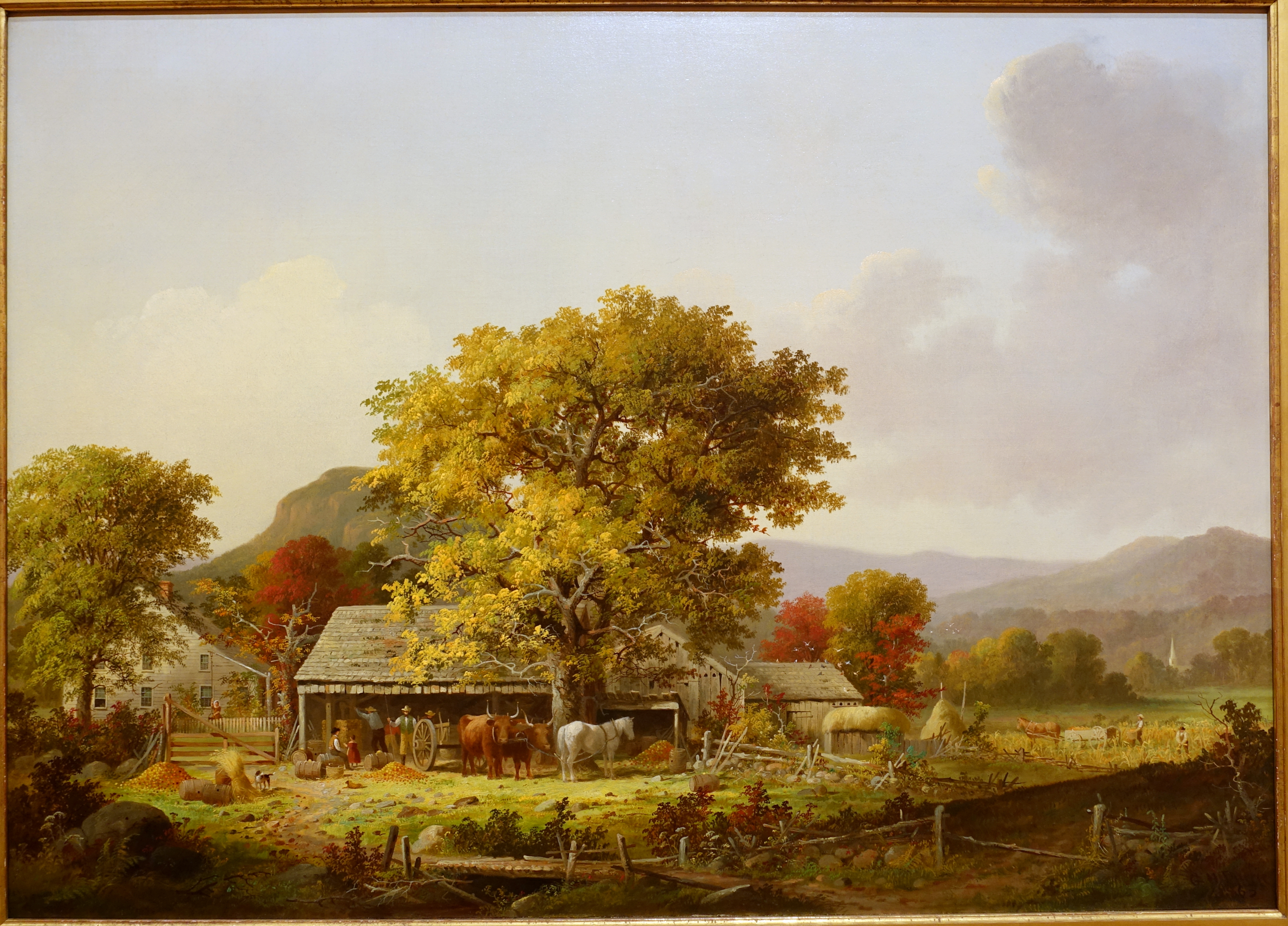
Autumn in New England, Cider Making, 1863, Musée Thyssen-Bornemisza